# 曹威
曹威（906年—954年），字德秀，五代十国后唐、后晋、后汉、后周将领，镇州真定人。后周建立后为郭威避讳，改为曹英。
曹威父亲曹全武，事奉赵王王镕为列校，曹胤于是得以隶属于王镕之帐下。张文礼之乱后，唐庄宗占据镇州，任命为曹威散指挥使。唐明宗即位，曹威担任仪仗，皇帝问他的父祖，曹威以实相对，明宗说：“是朕的故人。”擢升为本班行首，加以恩遇。后晋天福年间，转任为弩手军使。在汜水平定张从宾，因功授本军都校。后汉初年，改为奉国军主，加检校司徒，兼康州刺史。乾祐初年，李守贞据河中反汉，曹威担任行营步军都校。平定河中后，转任为本军厢主，领岳州防御使。跟随郭威在魏州，为北面行营步军都校，汉隐帝令邺都行营马军都指挥使郭崇威、步军都指挥使曹威杀郭威及宣徽使王峻。曹威结果投靠郭威，参与建立后周替代后汉。后周建立，改名曹英，以翊戴之功，授昭武节度使、检校太傅、侍卫步军都指挥使。广顺二年春，率兵至兖州讨慕容彦超，梯冲堑垒，立有功劳。五月，郭威亲征，合兵攻陷兖州城，凯旋后，领彰信军节度使，典军如故。周世宗嗣位，加同平章事，授成德军节度使。车驾自太原回京，加兼侍中。显德元年冬，在真定府去世，时年四十九岁。制赠中书令。曹英性情沉厚，谦恭有礼，在席座之间，接待宾客，也未尝造次。去世后，士大夫都为他惋惜。